# Богатырёво (Курская область)
Богатырёво — село в Горшеченском районе Курской области России. Административный центр Богатырёвского сельсовета.

## География
Село находится в восточной части Курской области, в лесостепной зоне, в пределах юго-западной части Среднерусской возвышенности, на берегах реки Боровка, на расстоянии примерно 15 км (по прямой) к западу-северо-западу (WNW) от посёлка городского типа Горшечное, административного центра района. Абсолютная высота — 194 м над уровнем моря.
Часовой пояс
Село Богатырёво, как и вся Курская область, находится в часовой зоне МСК (московское время). Смещение применяемого времени относительно UTC составляет +3:00.

## Население
| 1859 | 1897  | 2002 | 2010 |
| ---- | ----- | ---- | ---- |
| 1565 | ↗2009 | ↘341 | ↘228 |

Гендерный состав
По данным Всероссийской переписи населения 2010 года, в гендерной структуре населения мужчины составляли 45,6 %, женщины — соответственно 54,4 %.
Национальный состав
Согласно результатам переписи 2002 года, в национальной структуре населения русские составляли 99 % из 341 чел.

## Улицы
| - ул. Зелёная, - ул. Колхозная, - ул. Луговая, - ул. Садовая, | - ул. Соловьиная, - ул. Степная, - ул. Усмань, - ул. Школьная. |

## Транспорт
К северу от села проходит автотрасса федерального значения Р298.